# Karl Grouven
Karl Grouven (* 21. Januar 1872 in Düren; † 21. Juni 1936 in Bad Nauheim) war ein deutscher Dermatologe und Venerologe. Er hatte eine Professur an der Universität Halle inne.

## Leben
Als Sohn eines katholischen Fabrikanten studierte Grouven an der Ludwig-Maximilians-Universität München und der Rheinischen Friedrich-Wilhelms-Universität Bonn Medizin. Seit 1890 war er Mitglied des Corps Brunsviga München.
Im Jahr 1895 machte er das Staatsexamen in Bonn, wo er auch zum Dr. med. promoviert wurde. Seine Ausbildung begann er in der Bonner Chirurgie; er wechselte aber später in die Hautklinik, an der er sich bei Joseph Doutrelepont den damals wichtigsten Infektionskrankheiten widmete, der Tuberkulose und der Syphilis. 1900 habilitierte er sich als Oberarzt für Dermatologie und Venerologie. Am 30. März 1910 ging er als nichtbeamteter a.o. Professor an die Universität Halle und wurde Direktor der Poliklinik für Haut- und Geschlechtskrankheiten. Da es noch keine selbständige Klinik gab, kaufte Grouven zwei Häuser in der Grünstraße (der heutigen Ernst Kromayer-Straße), Nr. 5/6 und 7/8, in denen er seine 1911 eröffnete Privatklinik und die universitäre Poliklinik unterbrachte. Die räumlich durch die Toreinfahrt getrennten Häuser wurden erst in den 1920er Jahren baulich miteinander verbunden. Im Jahr 1913 trat Grouven zum evangelischen Glauben über. Im Ersten Weltkrieg wurde Grouven 1914 als Sanitätsoffizier zum Reservelazarett Halle eingezogen. 1915/16 diente er im Kriegslazarett Łódź und (als stellvertretender Korpsarzt) beim IV. Armeekorps. Er wurde mit dem Eisernen Kreuz 2. Klasse und der Rote Kreuz-Medaille (Preußen) III. Klasse ausgezeichnet. Nachdem er 1920, in der Weimarer Republik,  ein planmäßiges Extraordinariat erhalten hatte, wurde Grouven 1921 zum persönlichen Ordinarius ernannt. Seine Klinik wurde in den Verband der Universitätskliniken überführt, er selbst jedoch erst am 31. Januar 1927 zum Direktor ernannt. Im selben Jahr wurde er in die Leopoldina gewählt. Seit 1931 erkrankt, wurde er lange durch seinen Oberarzt Theodor Grüneberg vertreten. Als Emeritus starb Grouven im Alter von 64 Jahren während eines Kuraufenthaltes in Bad Nauheim. Ein Kollegennachruf erschien 1937 in der Dermatologischen Zeitschrift.

## Mitgliedschaften
- Stahlhelm, Bund der Frontsoldaten
- Alldeutscher Verband
- Deutschnationale Volkspartei
- Nationalsozialistische Volkswohlfahrt
- Freimaurerloge Zu den drei Degen in Halle (VI. Grad), seit 1906